# De witte uil
De witte uil is het negende stripverhaal uit de reeks van Suske en Wiske. Het is geschreven en getekend door Willy Vandersteen en gepubliceerd in De Standaard en Het Nieuwsblad van 29 juli 1948 tot en met 7 december 1948. 
De eerste albumuitgave was in 1950, met nummer 7. In 1972 verscheen het verhaal geheel hertekend opnieuw in de Vierkleurenreeks met nummer 134. De oorspronkelijke versie verscheen in 1994 opnieuw in Suske en Wiske Klassiek.
Het verhaal is gedeeltelijk een vervolg op De vliegende aap, dat drie jaar eerder was verschenen.

## Locaties
- België met haven en Chinese wijk, China met het Vergeten Rijk

## Personages
- Suske, Wiske met Schanulleke, Lambik, Arthur, Chinees, de Salamander, de Grote Mandarijn Sjam Foe-sjek, kapitein, het Tijgerkorps der langstaarten van Sjam Foe-sjek, Li-kwan, Toetenel (schildpad), prinses Tsji Tsji, de Kortstaarten en de Langstaarten

## Uitvindingen
- de gyronef

## Het verhaal
Lambiks broer Arthur is onderweg naar België met de Kongoboot. Lambik loopt door de Chinese wijk terwijl hij op de boot wacht. Als hij een Chinees tegenkomt, nodigt die hem uit om wat te drinken. De man herkent Lambik uit De vliegende aap en hij waarschuwt zijn baas, de Salamander. Hij geeft Lambik ook een opiumpijp. Onder invloed van de opium vertelt Lambik de Chinees over het sap van de Selderum Aeroplanis, waardoor Arthur kan vliegen. 
Suske en Wiske komen ook in de haven en ontmoeten daar Arthur. Ze zijn allemaal verbaasd als Lambik vervolgens nergens te bekennen is. Dan wordt Arthur ontvoerd en Suske en Wiske belanden in het ziekenhuis. Arthur wordt door de Salamander gedwongen te vliegen, anders zal Lambik de pijp der dwazen roken en voor de rest van zijn leven zijn verstand verliezen. Suske en Wiske zijn aan een aanslag ontsnapt. Met de auto komen ze bij het pand van de Salamander. Ze horen hoe die contact opneemt met de Grote Mandarijn. De Salamander wil Arthur ruilen voor een scheepslading opium. Suske en Wiske komen bij Lambik en ze ontsnappen gezamenlijk via een afwateringskanaal. Lambik denkt nu echter alleen nog aan opium. hij  komt ongemerkt in een kist aan boord bij de Chinezen, die een gouden opiumpijp hebben. Ze brengen Arthur naar het schip de Singapore, die naar China zal afvaren. Lambik rookt van de gouden pijp, onwetend dat het de pijp der dwazen is. Hij wordt later in de haven gevonden door Suske en Wiske.
Bij Lambik groeit plotseling een staart en hij begint merkwaardig te praten, op een manier die Chinees aandoet. De vrienden besluiten met de gyronef de achtervolging in te zetten. Als ze het schip bereiken zijn de Chinezen al met Arthur verdwenen. Dan zien de vrienden een duikboot en Suske en Wiske worden aan boord gevangengenomen, ze zien daar Arthur opnieuw. Ze horen over de plannen met Arthur en de Salamander wil de kinderen als slaven op een opiumplantage laten werken. Als ze in China aankomen worden de vrienden van de duikboot aan boord van een antiek oorlogsschip gebracht en in een soort van houten frame opgehangen in het ruim. En de Salamander krijgt zijn lading opium. De jonk zet koers naar het Vergeten Rijk en Lambik gaat met de gyronef verder. 's Nachts wordt de jonk door een tyfoon getroffen en Suske en Wiske slaan van boord door een gat in het schip. Ze zitten zo vast in het houten frame dat ze niet kunnen zwemmen.  De wrede mandarijn neemt dan ook aan dat ze verdronken zijn, en vindt dat prima. Arthur leeft nog, en dat is het enige dat telt. De kinderen overleven het echter toch en spoelen aan op een strand en weten zich te bevrijden.
Later wordt Wiske door Li-kwan van een slang gered. Als hij de gyronef ziet, valt hij op zijn knieën. De mensen wachten al lang op een witte vogel die uit de hemel zal neerdalen en hen uit de slavernij zal bevrijden. Wiske zegt dat Lambik de Witte Uil heet en ze horen waar het Vergeten rijk zich bevindt. Lambik rookt 's nachts opnieuw van de pijp en gedraagt zich nu als profeet. Suske en Wiske vervoeren Lambik in een draagstoel en in een dorp geneest hij een kind, maar neemt de kwaal van het kind over. Dan valt het Tijgerkorps het dorp aan en Lambik verslaat een krijger met zijn tijger. De kwaal geeft Lambik ook aan een aanvaller door en de vrienden reizen verder naar het Vergeten rijk.
Wiske ontmoet Tsji Tsji en haar schildpad Toetenel, ze vertelt over het Verborgen Rijk. Haar vader was heerser over het rijk, wat van theeteelt leefde en gelukkig was. Boeddha verscheen voor haar vader stierf en vroeg of hij een wens wilde doen, hij vroeg om bescherming van zijn dochter. Sjam Foe-sjek stootte de prinses echter van de troon en begon handel te drijven met blanke mannen. Ze betaalden niet met geld maar met opium uit Indië. De blanken dronken thee, maar het Chinese volk werd verslaafd aan opium. Omdat Sjam Foe-sjek ook over de legende van de witte vogel weet, wil hij alle vliegende wezens opsporen om ze te doden.
Lambik drijft met zijn bootje af en valt van een waterval en Suske en Wiske reizen met Tsji Tsji naar het Verborgen Rijk. Ze worden door een Langstaart gevangengenomen, maar Toetenel kan de vrienden bevrijden. Arthur vliegt weg maar wordt nog geraakt door een pijl, de anderen worden weer gevangengenomen. Dan vinden Arthur en Lambik elkaar en tijdens een gevecht met de schurken raakt Arthur bewusteloos. Lambik is met de anderen naar Sjam Foe-sjek gebracht en vertelt dat hij de broer van Arthur is. De kinderen worden in de opiumvelden aan het werk gezet en als Lambik wordt ingezet om Arthur te lokken valt hij in een afgrond. Sjam Foe-sjek vertelt Arthur dat een sterrenwichelaar de toekomst heeft voorspeld en Arthur moet tijdens volle maan sterven - en dat is deze nacht.
Lambik komt bij een tempeltje en een Boeddhabeeld vertelt dat Arthur deze nacht gedood zal worden. Lambik klimt naar de Gouden pagode en bedekt de sterrenkijker met zijn bolhoed, waardoor de sterrenwichelaar denkt dat de maan niet boven de Pagode staat. Lambik zegt tegen Wiske dat ze de volgende nacht een opstand moeten ontketenen en de pagode moeten bestormen. Door een geheim wapen verslaat Lambik iedereen die hem probeert tegen te houden. Arthur mag een laatste wens doen en wil graag nog een De familie Snoek-album lezen, maar Lambik kan hem nog net redden voordat Sjam Foe-sjek toeslaat. Het geheime wapen van Lambik is stinkkaas en alle langstaarten raken bedwelmd, de stinkkaas heeft echter hetzelfde effect op de kortstaarten die de pagode binnenstormen. Wiske laat van bamboestokken en papier vliegers maken en boogschutters beschieten de pagode zodat de langstaarten het gebouw niet kunnen verlaten.
De kortstaarten ondermijnen de pagode en Wiske offert zich op slaat de palen stuk. De pagode stort in en de langstaarten vluchtten in een toren, Wiske wordt onder het puin bedolven. Tsji Tsji gaat onderhandelen met de langstaarten en vertelt dat de bevrijdingsvogel de volgende dag wordt verwacht. Sjam Foe-sjek neemt de prinses gevangen en wil haar voor de tijgers gooien als de vogel arriveert. Hij laat een kooi bouwen om de vogel in op te sluiten. 's Nachts sluipen Suske, Arthur en Lambik naar de toren en zien een vogel arriveren, maar helaas vliegt deze recht in de val en wordt gevangen. Arthur redt de prinses en Suske bevrijdt de duif, die een atoombom bij zich draagt.
Sjam Foe-sjek schiet op de duif en de atoombom valt, maar deze is niet door mensenhanden gemaakt. Zodra de atoombom ontploft dalen er gouden harten neer. Hierdoor verdwijnt alle haat, nijd en afgunst bij de strijdende partijen.  Lambik is zijn staart verloren en praat weer normaal.  Sjam Foe-sjek besluit weer thee te planten. De vrienden graven onder de pagode om naar Wiske te zoeken. Ze vinden eerst Toetenel onder het puin en horen dan de stem van Wiske, zij is ook in het schild van de schildpad gekropen en heeft de instorting op deze manier overleefd. De vrienden zoeken de gyronef en gaan naar huis. Arthur wordt in Kongo afgezet.

## Achtergronden
- De naam Sjam Foe-sjek is een dubbele  woordspeling. Enerzijds wordt er gezinspeeld op het Vlaamse dialectwoord sjamfoeter (iemand die veel geregeld of gedaan krijgt). Tegelijk verwijst dit naar de naam van de Chinese president van dat moment, Chiang Kai-shek.
- De verhaallijnen vertonen enige overeenkomst met De Blauwe Lotus. Dit is een beroemd verhaal uit de stripreeks Kuifje van Hergé, dat 14 jaar eerder was uitgebracht.